# 白燕仔
白燕仔（1919年—），原名陈旺，曾用名陈燕娴，女，广东新会人，中国粤曲大喉演唱家，一级演员，中国曲艺家协会理事。